# Videogiochi per Commodore 64
La seguente lista elenca i principali videogiochi pubblicati per l'home computer Commodore 64. Per una trattazione generale vedi Software per Commodore 64#Videogiochi. Per un elenco delle voci esistenti vedi Categoria:Videogiochi per Commodore 64 (può contenere anche titoli non ancora presenti in questa lista).
Il Commodore 64 è stato un home computer molto longevo e molto utilizzato per il gioco, con diverse migliaia di titoli pubblicati; la lista dovrebbe limitarsi a quelli di rilievo sufficiente ad avere una propria voce.
Notare che, a causa della pirateria sul Commodore 64, che all'epoca era praticata sistematicamente anche dalle aziende, molti giochi potrebbero essere noti ai lettori con uno o più titoli pirata, spesso in italiano. Wikipedia utilizza solo i titoli ufficiali. Per risalire da un titolo pirata a quello vero, si può fare riferimento a siti esterni come Edicola 8-bit o edicolac64.com.
Sui computer moderni i giochi possono essere eseguiti con un emulatore come VICE o CCS64.

## 0–9
- The $100,000 Pyramid
- 0 Grad Nord
- 0013
- 007 Car Chase
- 1-3-5-7
- 10-Pin Bowling
- 10... Knock Out!
- 100 Mile Race
- 1000 Miglia Volume 1: 1927-1933
- 1000 Miler
- 1000 Miler v2.0
- 10000 Meters
- 10th Frame
- 12 O'Clock
- The 14-15 Puzzle
- 1789
- 18 Uhren
- 180
- 19 Part One: Boot Camp
- 1942
- 1943: One Year After
- 1943: The Battle of Midway
- 1985: The Day After
- 1994: Ten Years After
- 1st Division Manager
- 20.000 Meilen unter dem Meer
- 2002
- 221B Baker Street
- 2K-Fighter
- 2x Pinball
- 3 Board Games - Peter Weighill
- 3-D Breakout
- 3-D Labyrinth
- 3-D Man
- 3-D Skramble
- 3D Ant Attack
- 3D-Beee
- 3D Construction Kit
- 3D Glooper
- 3D Golf
- 3D Hypermaths
- 3D Pac Man
- 3D Pinball: Pinball Power
- 3D Pool
- 3D Scacchi Simulator
- 3D Speed Duel
- 3D Time Trek
- 3D Waterski
- 3D World Boxing Champion, conosciuto anche come Boxing Champion
- 4 Fathoms
- 4 by 4
- 4 Games for Children
- 4 Soccer Simulators
- 4th & Inches
- 4x4 Off-Road Racing
- 5 Buecher von Tronje, Die
- 5 en Linea
- 5 mal 5
- 5-Pin Bowling
- 50 Mission Crush
- 500cc Grand Prix
- 500cc Motomanager
- 5th Axis
- 5th Gear
- 5x5
- 64 Dragonmaster
- 64luff
- 6150
- 7 X Pinball
- 720 Degrees della US Gold
- 720 Degrees della Mindscape
- 720 Degrees Part 2
- 9 Men's Morris
- 9 Princes in Amber
- 9 to 5 Typing
- 911 Tiger Shark
- 99 Charsets

## A
- A Day in the Life of a Prehistoric Man
- A Night on the Town
- A Nightmare on Elm Street
- A Question of Scruples
- A Question of Sport
- A to Snad NE
- A View to a Kill
- A-Boulder 64
- Aaargh!
- Aake III - Aake Gets Mediaeval
- Aardvark
- ABC
- ABC Monday Night Football
- Abnormal Faction
- Abrakadabra
- Abrasco Golf
- Abyss (vedi Journey Across the Abyss)
- AC-DC Pinball
- Acchiappacuori
- Accolade's Comics
- ACE 2 (videogioco)
- ACE 2088
- Ace Harrier
- Ace of Aces
- Ace Pro
- Aces Up (1988) della Loadstar
- Aces Up (1994) della Loadstar
- Acia
- Acid House
- Acid Runner
- Acinna
- Acquire
- Acrojet
- Action Biker
- Action Fighter
- Action Force
- Action on Protection
- Action Service
- Action-Ball
- Action-Ball
- Actionauts (1986) della Loadstar
- Actionauts (1995) della Loadstar
- The Activision Decathlon
- Ad Infinitum
- The Addams Family
- Addgar
- Addicta Ball
- Addition Drill
- Addition Master
- Addition Magician
- ADIDAS Championship Football
- Admiral James Cook
- Admiral Graf Spee
- Adonis
- Adrenalin
- Adult Poker
- Advance to Boardwalk
- Advanced Action Movie Simulator
- Advanced Dungeons & Dragons
- Advanced Basketball Simulator
- Advanced Pinball Simulator
- Adventure No.01: Adventureland
- Adventure No.02: Pirate Adventure
- Adventure No.03: Secret Mission
- Adventure No.04: Voodoo Castle
- Adventure No.06: Strange Odyssee
- Adventure No.07: Mystery Funhouse
- Adventure No.08: Pyramide of Doom
- Adventure No.09: Ghost Town
- Adventure No.10: Savage Island Part 1
- Adventure No.11: Savage Island Part 2
- Adventure No.12: Golden Voyage
- Adventure No.13: The Sorcerers of Claymorgue Castle
- Adventure: The Ultimate Text Adventure
- Adventure 2000
- Adventure 2000: Die Jagd nach der Rakete
- Adventure 64: Colossal Cave Adventure
- Adventure A: Planet of Death
- Adventure B: Inca Curse
- Adventure C: The Alien Space Ship Adventure
- Adventure D: Espionage Island
- Adventure E: The Golden Apple
- Adventure Castle
- Adventure Construction Set
- Adventure Creator
- Adventure Interpretor
- Adventure Master
- Adventure of a Mug
- Adventure Quest
- Adventure Writer
- Adventure Writing System
- Adventureland di Scott Adams
- Adventureland della Adventure International
- The Adventurer
- The Adventures of Bond - Basildon Bond
- The Adventures of Buckaroo Banzai
- The Adventures of Jim Slim in Dragonland
- Adventure Writer
- Aegean Voyage
- Aerobics
- Aerohawk
- L'Affaire Vera Cruz
- AFK - Aim, Fire, Kill
- AFL Boulder Dash
- AFL Boulderdash
- African Adventure
- African Huntress
- African Safari
- After The War
- After Burner della Activision/SEGA
- After Burner II della Mindscape/SEGA
- Afterburner USA
- Afterlife
- Afterlife II
- Aftermath
- AGE: The Adventure Grafik Editor
- Age 2
- Age of Adventure: Ali Baba and the Forty Thieves
- Age Of Adventure: Return Of Heracles
- Agent Orange
- Agent USA
- Agent UOP
- Agent X II: The Mad Prof's Back
- Aghamix
- Agnes
- Agricola
- AH Diddms
- Aidon: The Apocalypse
- Aigina's Prophecy
- Aiginas Prophecy: The Legend of Balubalouk
- Air Rescue I
- Air Support
- Airborne Ranger
- Aircop 2000
- Airline
- Airport '94
- The Airship
- The Airship II
- Airwolf
- Airwolf II
- Aktenzeichen X-14
- Aktienspiel, Das
- Akumajo Dracula (vedi Castlevania)
- Alcazar: The Forgotten Fortress
- ALCON
- Alderan
- Alea Jacta
- Alf: The First Adventure
- Alf in the Color Caves
- Alfredo Breakout
- Alge-Blaster!
- The Algebra Dragons
- Algernon
- Aliants: The Desperate Battle for Earth
- Aliard's Tome
- Alibaba And The Forty Thieves
- Alice in Videoland
- Alice in Wonderland
- Alien
- Alien³
- Alien Attack
- Alien Brood
- Alien Destroyer
- Alien Infiltration
- Alien Infiltration III
- Alien Infiltration IV
- Alien Invasion
- Alien Patrol
- Alien Rescue
- Alien Smash
- Alien Storm
- Alien Syndrome
- Alien World
- Alien Zoo
- Aliens: The Computer Game (della Activision)
- Aliens: The Computer Game (della Software Studios)
- Alioth
- Alioth v2
- All Smiles
- Allan Border's Cricket
- Alley Cat
- Alleykat
- Alloyrun
- Almazz
- Alpha Build
- Alpha Omega Run
- Alphabet Cadet
- Alphabet Zoo
- Alphametix
- The Alpine Encounter
- Alpine Escape
- Alpine Tram Ride
- Alter Ego: Female Version
- Alter Ego: Male Version
- Altered Beast
- Alternate Reality: The City
- Alternate Reality: The Dungeon
- Alternative World Games
- The Amazing Spider-Man
- The Amazing Spider-Man and Captain America in Dr. Doom's Revenge!
- Amazon
- Amazon Warrior
- Ambassador
- AMC - Attack of the Mutant Camels
- The America's Cup
- American Basket Heroes
- American Challenge: A Sailing Simulation
- American Civil War 3
- American Cup Sailing
- American Dateline
- American Express
- American Football
- American Road Race
- American Tag-Team Wrestling
- Amnesia
- Amoeba
- Amorphous
- Anarchy
- The Ancient Tale
- Ancipital
- Android II
- Andy Capp: The Game
- Angle Ball
- Annihilator
- Annihilator II
- Anoria II
- Another Game
- Another World della Double Density
- Another World della CP Verlag
- Another World della X-Ample
- Anstoss
- Ant Attack
- Anter Planter
- Anti Tuerkentest
- Antics
- Antimonopoly
- Antiriad
- Antlantis Boulder
- Antrock
- Apache
- Apache Gold
- Apache Strike
- APB: All Points Bulletin
- Apocalypse Now
- Apollo 18: Mission to the Moon
- Apoxoly
- Apple Cider Spider
- Apple Time
- Apple Willy
- Aquanaut
- Aquantor della Markt & Technik
- Aquantor di Christian Stredicke
- Aquaplane
- Arabian
- Arabian Treasurehunt
- Arac
- Arachne
- Arachnia 64
- Arcana
- Arachnophobia
- Arc Doors
- Arcade Classic
- Arcade Classics
- Arcade Flight Simulator
- Arcade Game Construction Kit
- Arcade Pilot
- Arcade Trivia Quiz
- Arcade Volleyball
- Arcademic Skillbuilder - Alligator Mix
- Arcadia 64
- The Archers
- Archon
- Archon II: Adept
- Archon III
- Arc of Yesod
- Arcticfox
- Arctic Shipwreck
- Ardy the Aardvark
- Arex
- Arkanoid
- Arkanoid: Revenge of Doh
- Armageddon
- The Armageddon Files
- The Armageddon Man
- Armalyte
- Armalyte - Competition Edition
- Armalyte II
- Armourdillo
- Armut Und Reichtum
- Army
- Army Days
- Army Leader
- Army Moves
- Army Moves II
- Arnie
- Arnie II
- Arnie's America's Cup Challenge
- Arnold the Adventurer
- Arscet
- Artax
- Artillery Duel
- Artris
- Artura
- Asgard
- Aspar GP Master
- Assault Course
- Assault Machine
- Astatin
- Asterix and the Magic Cauldron
- Asterix im Morgenland
- Asteroid Storm
- Asteroids 64
- Astral Zone
- Astro Chase
- Astro-Grover
- Astro Marine Corps
- Astro Wars
- Astro-Panic
- Astroblaster
- Astronaut
- Asylum
- Ata
- Atak Sapera
- Atalan
- Atarisoft Collection
- ATC - Air Traffic Controller
- ATF - Advanced Tactical Fighter
- Athena
- Atlantis
- Atlantis History
- Atlantis Lode Runner
- Atom Ant
- Atom X
- Atomic Robo-Kid
- Atomino
- Atomix
- Attack Chopper!
- Attento All'Acido
- ATV: All Terrain Vehicle Simulator
- Auf der Suche
- Auf Wiedersehen Monty
- Auf Wiedersehen Pet
- Aufstand der Sioux
- Augie Doggie and Doggie Daddy
- Auld Lang Syne
- Aussie Games
- Aussie Trip
- Australian rules football
- Australopiticus Robustus
- Austriadash 01
- Austriadash 02
- Auto Mania
- Autoduel
- Automania
- Avenger
- Avengers
- Aventura Espacial, La: La Conga vs El Celo
- Avoid
- Avoid the Noid
- Avventure di Jack Byteson, Le
- Axe of Rage
- Axiens
- Axis Assassin
- Aztec
- Aztec Challenge
- Aztec Tom Revisited
- Aztec Tomb

## B
- B-1 Bomber
- B-24
- B-Bobs
- B-Raid
- B.A.T.
- B.C. Bill
- B1 Nuclear Bomber
- Baal
- Baby Blues
- Baby Jack
- The Baby of Can Guru
- Baccaroo
- Back to reality
- Back to the Future
- Back to the Future part II
- Back to the Future part III
- Back to the Present
- Backgammon
- Bacteriolab
- Bad Blood
- Bad Cat
- Bad Dudes Vs. DragonNinja
- Badballs
- Badlands
- Bagasaurus
- Bagitman
- The Baker Street Kids
- Baker's Game
- Balakon Raider
- Ball Blasta
- Ball Crazy
- Ball-Job
- Ball-Land
- Ballblazer
- Ballerup
- Ballfever
- Ballistix
- Ballmania
- Balloon Raid
- Balloonacy
- Balls della Accelerated Software, Inc.
- Balls di Axel Scheuer
- Ballyhoo
- Baltic 1985: When Superpowers Collide
- Baltic 1985: Corridor to Berlin
- Banana Drama
- Bandits
- Bangers & Mash
- Bangkok Knights
- Bank Panic
- Barbarian
- Barbarian: The Ultimate Warrior
- Barbarian II: The Dungeon of Drax
- Barbie
- The Bard's Tale: Tales of the Unknown
- The Bard's Tale 2: The Destiny Knight
- The Bard's Tale 3: Thief of Fate
- Barmy Builders
- Baron: The Real Estate Simulation
- Barone Rosso (vedi Deep Strike)
- Baroness
- Barrel Bunger
- Barry McGuigan World Championship Boxing
- Basen
- Bash Yar Brains Trivia v1.0
- Bash Yer Brains!
- Basil the Great Mouse Detective
- Basildon Bond
- The Basket Manager
- Basket Master
- Basket Playoff
- Basketball
- Basketball: The Pro Game
- Basketball Manager
- Basketball Sam & Ed
- BAT
- Bat Attack
- Bat Creation
- Batalyx
- Bath Time
- Bathroom Chaos
- Batman (1988) della Ocean Software
- Batman (1989) della Ocean Software
- Batman: The Caped Crusader
- Batman: The Movie
- Batman II
- Battle
- Battle 64
- Battle Bars
- Battle Bound Project
- Battle Chess (1989) della Interplay
- Battle Chess (1992)
- Battle Chopper
- Battle Command
- Battle Field
- Battle for Normandy
- Battle Group
- Battle of Antietam
- Battle of Rome
- Battle of the Parthian Kings
- Battle of Thurn
- Battle Ship
- Battle Ships
- Battle Stations
- Battle Through Time
- Battle Tiger I
- Battle Valley
- Battlecruiser I
- Battlefield
- Battlefront
- Battles of Napoleon
- Battleship della Elite Systems
- Battleship della Loadstar
- Battletech
- Batty
- Baudleship
- Bazair
- Bazooka Bill
- BB Barrage
- Bburago Rally
- BC Bill
- BC II: Grog's Revenge
- BC's Quest for Tires
- B.C. II: Grog's Revenge
- Beach Buggy Simulator
- Beach Head
- Beach Head II: The Dictator Strikes Back
- Beach Head III
- Beach Volley
- Beaky and the Eggsnatchers
- BEAM
- Beamrider
- Bear Bovver
- Beatball
- Beauty and the Beast
- Because of a Cat
- Bedlam
- Bee 52
- Behold Atlantis
- Belagerung
- Belagerung II
- Below the Root
- Ben
- Beneath the Tenement
- Benji - Space Rescue
- Berania
- Berserker Raids
- Berty
- Berty II
- Besieged
- The Best of Powerdash
- Betoeres a Bazisra
- Better Dead than Alien
- Betrayal
- Betsy Ross
- Beverly Hills Cop
- Beyond Castle Wolfenstein
- Beyond Dark Castle
- Beyond the Black Hole
- Beyond the Forbidden Forest
- Beyond the Ice Palace
- Bible Divisions, Paul's Letters & The Gospels
- Bicicle Race
- Biero-City
- The Big Deal
- The Big Deal: Floyd in der Kueche
- Big Fishing
- Big Game Fishing
- The Big KO
- Big Mac
- Big Nose's American Adventure
- Big Sleaze
- Big Trouble in Little China
- Bigfoot
- Biggles
- Big Noses USA Adventure
- Bigtop Barney
- Bilder Dash: For ever
- Bill & Ted's Excellent Adventure
- Billboard
- Billy The Postman
- Bimo
- Bingo
- Bingo at the Towers
- Bingo Bugglebee Presents: Home Alone
- Bingo Construction Kit
- Bingo Construction Set
- Bingo Simulator
- Bionic Commando della Go!
- Bionic Commando della Capcom
- Bionic Granny
- The Birds
- Bisley
- Bit Exorcist
- Bitmania
- Bivouac
- Bizy-Beez
- Black & White
- Black Belt
- Black Crystal
- Black Dragon
- Black Gold della reLINE Software)
- Black Gold della Starbyte Software)
- Black Gold - Schwarzes Gold
- Black Hawk
- Black Hornet
- Black It
- Black Knight
- Black Lamp
- Black Magic
- The Black Mass
- Black Panther
- Black Quiz
- The Black Tower
- Blackjack (1985) della Editoriale Video
- Blackjack (1987) della UpTime-Softdisk Publishing
- Blackjack Academy
- Blackwyche
- The Blade of Blackpool
- Blades of Steel
- Blagger
- Blagger Construction Set
- Blagger goes to Hollywood
- Blast Ball
- Blast-Off!
- Blaster
- Blasteroids
- Blaze
- Blimps
- Blinded With Science
- Blinky's Scary School
- Blip! Video Classics
- Blipblaster
- Blitzkrieg
- Blob
- Blobber
- Block 'n' Bubble
- Block 'n' Bubble II
- Block Bust
- Block Buster della Mindscape
- Block Buster della Marcus Wagner & Golem
- Block Busters
- Block Out
- Block Shock
- Blockbusters (1988) della Mindscape
- Blockbusters (1988) della TV Games
- Blockbusters (1989) della Markt & Technik
- Blockie
- Blocks della J&F Publishing
- Blocks (1997) della Magna Media
- Blockwords!
- Bloo's Magic Trip
- Blood 'n Guts
- Blood Brothers
- Blood Money
- Blood Valley
- Bloodwych
- Blox
- Blubria
- Blue Angel
- Blue Angel 69
- Blue Angels della Accolade
- Blue Baron
- Blue Diamonds
- Blue Encounter
- Blue Max
- Blue Max 2001
- Blue Moon
- Blue Powder: Grey Smoke
- Blue Print
- Blue Thunder
- The Blues Brothers
- Blume der siebentaegigen Weisheit
- Bluntly Boulder Take II
- BMX Freestyle
- BMX Kidz
- BMX Ninja
- BMX Racers
- BMX Racer II
- BMX Racers!
- BMX Simulator
- BMX Simulator II: Dirt Biking
- BMX Stunts
- BMX Trials
- Bob Moran: Science Fiction
- Bobby Bearing
- Bobix
- Bobs Full House
- Bobs Winner
- Bobsleigh
- Bocce
- BOCK
- The Bod Squad
- Bodo Illgner's Super Soccer
- The Body in Focus
- The Body Transparent
- Boersenfieber
- Das Boersenspiel
- Bof
- BOFH: Servers Under Siege
- The Boggit
- Boggling!
- Bogue
- Bogue 2
- Bogymen
- Boing
- Boingmaster
- Bolo
- Bolo II
- Bomb Chase
- Bomb Jack
- Bomb Jack 2
- Bomb Mania
- Bomb Runner
- Bomb Squad
- Bomb Sweeper 64
- Bomb Uzal
- Bombardiere
- Bombel
- Bomber della Active Development
- Bomber di Jose Pena
- Bomber Run
- Bombi
- Bombo
- Bombsweeper 64
- Bonanza Bros.
- Bonecruncher
- Bonka
- Booga-Boo (The Flea)
- Boom della Brainstorm Amazing Software
- Boom della 576 KByte
- Boom and Bust
- Boomerang
- Booty
- Bop'n Rumble
- Bop'n Wrestle
- Boppie's Great Word Chase
- Border War
- Border Zone
- Bored of the Rings
- Born in Space
- Born in the USA
- Borrowed Time
- Bosco Incantato
- Bosconian '87
- Boss
- Boszorkanykaland
- Boulder Dash
- Boulder Dash II: Rockford's Revenge
- Boulder Dash III
- Boulder Dash Construction Kit
- Bounce It
- Bounce Out
- Bounces
- Bounch
- Bouncing Heads
- The Bouncing Kamungas
- Bouncy Balls
- Bouncy Cars
- Bounder
- Bounty Bob
- Bounty Bob Strikes Back
- Bounty Hunter
- Bounzy
- Bowling
- Bowman
- Boxes
- Boxing Champion (vedi 3D World Boxing Champion)
- BoxWorld
- Bozo's Night Out
- Bozuma - Das Geheimnis Der Mumie
- Bozuma - The Mystery of The Mummy
- Brain Artifice
- Brain Burner
- Brain Disease II: The Return
- Brian Jack's Uchi Mata
- Brain Spasm
- Brain Wave
- Brainstorm!
- Brave
- BraveStarr
- The Brave African Huntress
- Break Dance
- Break Down
- Break In
- Break Street
- Breakball
- Breaker
- Breaker Prof.
- Breakers
- Breakout 86
- Breakout Construction Kit
- Breakthrough In The Ardennes
- Breakthru
- The Brew
- Bric
- Brickout
- Bride of Frankenstein
- Bridge
- Bridge 4.0
- Bridge Baron
- Bridgebrain
- Bridgeton
- Brimstone: The Dream Of Gawain
- Briscola
- Bristles
- British Square
- Broadsides
- Broker
- Bronx Medal
- Brubaker
- Bruce
- Bruce Lee (1984) della US Gold/Datasoft Inc.
- Brush up Your English II
- Brutalo Boulder Dash
- Bubble Bobble
- Bubble Dizzy
- Bubble Ghost
- Bubble It
- Bubble Mania
- The Bubble Tale!
- Buck Rogers: Planet of Zoom
- Buck Rogers: Countdown to Doomsday
- Bucks!
- Budokan - The Martial Spirit
- Buergermeister
- Buffalo Bill's Wild West Show
- Bug Blast
- Bug Diver
- Bug Squad
- Bugbomber
- Buggy Boy
- Bugsy
- Build It!: Das Brauhaus
- Builder Ben
- Bulldog
- Bulls and Bears
- Bullseye
- Bullys Sporting Darts
- Bump, Set & Spike Volleyball
- Bump 'n' Jump
- Bumpin' Buggies
- Bumble Bee
- Bumble Games
- Bumble Plot
- Bundesliga 98/99
- Bundesliga Live
- Bundesliga Manager
- Bundesliga Manager v2.0
- Bundesliga Manager v3.0
- Bundesliga Manager Polish Version
- Bunny Jagd
- Bunny Zap
- Burg
- Burgenstuermer
- Burger Chase
- BurgerTime
- Burger Time '97
- Burmistrz III
- Burnin' Rubber
- Bushido
- Businessman
- Butcher Hill
- By Jove

## C
- Cabal
- Cadcam Warrior
- California Games
- Camelot Warriors
- Campionato (Gazza’s Super Soccer)
- Captain America
- Captain Blood
- The Captive
- Castle Master
- Castle Wolfenstein
- Castlevania
- Catalypse
- The Castles of Dr. Creep
- Cauldron
- Cauldron II
- Cave Fighter
- Cave of the Word Wizard
- Caveman Ughlympics
- Cavelon
- Caverns of Eriban
- Centipede
- Challenger
- Champions of Krynn
- Championship Wrestling
- Chase H.Q.
- Cheapskate
- Chess Grand Master
- Chi ha incastrato Roger Rabbit
- Chiller
- Chilly Willy
- Chimera
- Chinese Juggler
- Choplifter
- Chopper Commander
- Chopper Math
- Chuckie Egg
- Chuck Rock
- Chuck Yeager's Advanced Flight Trainer
- Chubby Gristle
- Circus Charlie
- Circus Games
- Cisco Heat
- Citadel
- CJ's Elephant Antics
- CJ in the USA
- Classic Adventure
- Cobra
- Cobra Force
- Code Name Matt II
- Colossus Chess 2.0
- Colossus Chess 4.0
- Combat Lynx
- Combat School
- Combat Zone
- Comic Bakery
- Commando
- Computer Maniacs 1989 Diary
- Conan (vedi The Vikings)
- Conan
- Congo Bongo
- Connect 4
- Continental Circus
- Contra (anche noto come Gryzor)
- Contract Bridge
- Cops & Robbers
- Corazzata (vedi Destroyer)
- Cosmic Causeway
- Cosmic Commando
- Cosmic Cruiser
- Cosmic Tunnels
- Count Dracula in No Sax Please - We're Egyptian
- Countdown to Meltdown
- Counter Attack
- Cover Girl Strip Poker
- Crack Down
- Crazy Balloon
- Crazy Cars
- Crazy Cars 2
- Crazy Cars III
- Crazy Colin
- Crazy Comets
- Crazy Kong
- Creatures
- Creatures II: Torture Trouble
- Cricket International
- Crime and Punishment
- Critical Mass (della Sirius Software)
- Critical Mass (della Durell Software)
- Crossroads
- Crossroads II
- Crystal Castles
- Crystals of Zong
- Cuddly Cuburt
- The Curse of Sherwood
- Curse of the Azure Bonds
- Cyberdyne Warrior
- Cybernoid
- Cybernoid II: The Revenge
- Cyclades

## D
- Dalek Attack
- Daley Thompson's Decathlon
- Daley Thompson's Olympic Challenge
- Daley Thompson's Supertest
- Dallas Quest
- The Dambusters
- Dan Dare: Pilot of the Future
- Dan Dare II: Mekon's Revenge
- Dan Dare III: The Escape
- Danger Freak
- Danger Mouse in the Black Forest Chateau
- Dark Castle
- Dark Star
- Darkman
- Dare Devil Denis
- David's Midnight Magic
- Deadline
- Dead or Alive
- Death Knights of Krynn
- Death Race 64
- Death Wish
- Death Wish 3
- Deathlord
- Decathalon
- Deep Strike (anche noto come Barone Rosso)
- Defender 64
- Defender of the Crown
- Defenders of the Earth
- Deflektor
- Deja Vu: A Nightmare Comes True
- Deliverance
- Delta
- Demon Stalkers
- Demons Topaz
- Denaris
- Denis Through the Drinking Glass
- Destroyer (anche noto come Corazzata)
- Destroyer Escort
- The Detective Game
- Deviants
- Dicky's Diamonds
- Die Hard
- Die Hard 2: Die Harder
- Dig Dug
- Dino Eggs
- Dino Race 64
- Dizzy
- Dizzy Dice
- Doc the Destroyer
- Doctor Who and the mines of terror
- Donald Duck's Playground
- Donkey Kong
- Doriath
- Double Dare
- Double Dragon
- Double Dragon 2: The Revenge
- Double Dragon 3: The Rosetta Stone
- Dr Destructo
- Draconus
- Dragon Breed
- Dragon Fist
- Dragon Skulle
- Dragon Wars
- Dragon Ninja
- Dragon's Lair
- Dragon's Lair II: Escape from Singe's Castle
- DragonHawk
- Dragonriders of Pern
- Dream Warrior
- Drelbs
- Driller
- Drol
- Druid
- Druid II: Enlightenment
- Ducks Ahoy!
- Duck Shoot
- DuckTales: The Quest for Gold
- Duet
- Dynamite Dan
- Dynasty Wars

## E
- Eagles
- Earth Orbit Stations
- Echelon
- Eddie Kidd Jump Challenge
- The Eidolon
- Electrix
- Elevator Action
- Elidon
- Elite
- Elvira: Mistress of the Dark
- Elvira 2: The Jaws of Cerberus
- Emlyn Hughes International Soccer
- E-Motion
- Empire of Karn
- Enchanter
- Encounter
- Energy Warrior
- Enigma Force
- Entombed
- Equinox
- Erben des Throns
- Erik the Viking
- Escape from the Planet of the Robot Monsters
- Escape-MCP
- Espionage: The Computer Game
- ESWAT: City Under Siege
- Eureka!
- European 5-A-Side
- European Games
- Every Second Counts
- Everyone's a Wally
- The Evil Crown
- The Evil Dead
- Excaliba
- Exile
- Exolon

## F
- F-19 Stealth Fighter
- Face Ache
- Falcon Patrol
- Falcon Patrol II
- Falcon: The Renegade Lord
- Fantastic Soccer
- Fantasy World Dizzy
- Fast
- Fast Eddie
- Felix Factory
- Fight Night
- Fighter Bomber
- Fighter Pilot
- Fighting Warrior
- Final Fight
- Finders Keepers
- Fire King
- Firelord
- Fire Quest
- Fireman Sam
- First Moves
- The First Samurai
- First Strike
- Fist II: The Legend Continues
- Flash Gordon
- Flight Path 737
- Flight Simulator II
- Flimbo's Quest
- The Flintstones
- Flip & Flop
- Floyd the Droid
- Flying Feathers
- Flying Shark
- Football Champ
- Football Manager
- Football Manager 2
- Football Manager 2 Expansion Kit
- Football Manager: World Cup Edition
- Footballer of the Year
- Forbidden Forest
- Forgotten Worlds
- Formula 1 Manager
- Fort Apocalypse
- Fox Fights Back
- Frak!
- Frank Bruno's Boxing
- Frankenstein
- Frankenstein Jnr
- Frankie Goes to Hollywood
- Frantic Freddie
- Freak Factory
- Freddy Hardest
- Frenzy
- Frightmare
- Friday the 13th
- Frog Run
- Frogger
- Frogger 64
- Frogger II: Three Deep
- Froggy
- Front Line
- Frostbyte
- Fruit Machine Simulator
- Future Knight

## G
- Galaga
- Galaxian
- Galaxy
- Game Over
- Gangbusters
- Gangster
- Gaplus
- Garfield: A Big Fat Hairy Deal
- Gary Lineker's Hot Shot!
- Gary Lineker's Suprt Star Soccer
- Gary Lineker's Superskills
- Gates of Dawn
- Gateway to Apshai
- Gauntlet
- Gauntlet II
- Gauntlet III: The Final Quest
- GeeBee Air Rally
- Gemini Wing
- Germany 1985
- Ghettoblaster
- Ghost Hunter
- Ghostbusters
- Ghostbusters II
- Ghouls 'n Ghosts
- Ghosts 'n Goblins
- G.I. Joe
- Glider Rider
- Go For The Gold
- Go Kart Grand Prix
- Golden Axe
- Golf Master
- Gogo the Ghost
- The Goonies
- Gorf
- Gradius
- Graeme Souness International Soccer
- Grandma's House
- Grand Monster Slam
- Grand Prix Circuit
- Grand Prix Simulator
- Grandmaster
- Grange Hill: The Computer Game
- The Great American Cross-Country Road Race
- The Great Escape
- The Great Giana Sisters
- Green Beret (anche noto come Rush'n Attack)
- Gremlins: The Adventure
- Grey Seas, Grey Skies
- Gribbly's Day Out
- Gridrunner
- Gridtrap
- The Growing Pains of Adrian Mole
- Gryzor (vedi Contra)
- Guardian
- The Guild of Thieves
- Gun.Smoke
- Gundogs
- Gunship
- Gusher
- Gutz
- Guzzler
- Gyropod
- Gyroscope
- Gyruss

## H
- Habitat
- Hacker
- Hades Nebula
- Hammerfist
- Hans Kloss
- Hardball
- Harrier Attack
- Harvey Headbanger
- Harvey Smith Show Jumper
- Hat Trick
- Haunted House
- Hawkeye
- Headache
- Head Over Heels
- Heavenbound
- The Helm
- Henry's House
- Herbert's Dummy Run
- H.E.R.O.
- Herobotix
- Heroes of Khan
- Heroes of the Lance
- Hes Games
- Hexpert
- Hideous Bill & the Gi-Gants
- High Flyer
- High Noon
- Highway Encounter
- The Hitchhiker's Guide to the Galaxy
- The Hobbit
- Hole in One
- Hollywood Hijinx
- Hollywood or Bust
- Hopeless
- Hopper Copper
- Hoppin' Mad
- Horace Goes Skiing
- The House Jack Built
- House of Ushrer
- Hover Bovver
- Howard the Duck
- Hysteria
- Hudson Hawk
- Hulk (conosciuto anche come The Incredible Hulk)
- The Human Race
- Humprey
- Humpty Dumpty Meets the Fuzzy Wuzzies
- Hunchback (anche noto come Quasimodo o Il gobbo)
- Hunchback at the Olympics
- Hunchback II: Quasimodo's Revenge
- Hunchback: The Adventure
- Hungry Horace
- Hunter's Moon
- Hunter Patrol
- The Hunt for Red October (1987)
- The Hunt for Red October (1990)
- Hustler
- Hyper Biker
- Hyper Sports

## I
- I, Ball
- Ian Botham's Test Match
- Ice Hockey
- Ice Hunter
- Ikari Warriors
- Imagination
- Impact
- Impossamole
- Impossible Mission
- Impossible Mission II
- In Search of the Most Amazing Thing
- The Incredible Hulk
- Indiana Jones and the Last Crusade: The Action Game
- Indiana Jones and the Temple of Doom
- Indiana Jones in the Lost Kingdom
- Indoor Sports
- Infiltrator
- Injured Engine
- Inspector Gadget and the Circus of Fear
- The Institute
- Intensity
- International 3D Tennis
- International Basketball
- International Ice Hocket
- International Hockey
- International Karate
- International Karate +
- International Rugby Simulator
- International Soccer
- International Team Sports
- International Tennis
- Into Oblivion
- Iron Lord
- Italy '90 Soccer
- It's Only Rock 'n' Roll

## J
- Jack and the Beanstalk
- Jack Nicklaus' Greatest 18 Holes of Golf
- Jack the Nipper
- Jackal
- James Bond: The Living Daylights
- James Pond 2: Codename RoboCod
- James Pond 3: Operation Starfish
- Java Jim in Square Shaped Trouble
- Jaws
- Jet Combat Simulator
- Jet Set Willy
- Jet Set Willy 2
- Jet-Power Jack
- Jimmy's Super League
- Jinks
- Joe Blade
- Johnny Reb
- Jonah Barrington's Squash
- Jonny and the Jimpys part 1
- Jonny and the Jimpys part 2
- Journey Across the Abyss
- Jr. Pac-Man
- Jumpman
- Jumpman Jr
- Juno First
- Jungle Hunt
- Jungle Story
- Junkyard Jalopies
- Jupiter Lander

## K
- Kaktus
- KaleidoKubes
- Kane
- Kane 2
- Kangarudy
- Karateka
- Karnov
- Kat Trap
- Katakis
- Kendo Warrior
- Kennedy Approach
- Kenny Daglish Soccer Manager
- KGB Superspy
- Kings of the Beach
- Kikstart
- Klax
- Kikstart 2
- Kick Off
- Kick Off 2
- Killed Until Dead
- Killing Machine
- Kiner
- Knight Games
- Knight Rider
- Knight Tyme
- Knights of Legend
- Kobayashi Alternative
- Kokotoni Wilf
- Kong
- Kong Strikes Back
- Koronis Rift
- Krakout
- Krypton della ACE
- Krypton della CP Verlag
- The Krypton Factor
- Kung-Fu Master
- Kwah!
- Kwix Snax

## L
- Labyrinth
- Lancer Lords
- Las Vegas Video Poker
- Laser Chess
- Laser Squad
- Last Battle
- The Last Ninja
- Last Ninja 2: Back with a Vengeance
- Last Ninja 3: Real Hatred Is Timeless
- The Last V8
- Law of the West
- Lawn Tennis
- Lazarian
- Lazer Zone
- Lazy Jones
- Leaderboard
- Leather Goddesses of Phobos
- Led Storm
- Legacy of the Ancients
- Legend of Blacksilver
- The Legend of Kage
- Legend of the Amazon Women
- Legend of the Knucker-Hole
- Legions of Death
- Lemans
- Lemmings
- Lethal Weapon
- Lightforce
- Limes & Napoleon
- Little Computer People
- Little Puff
- Live and Let Die: The Computer Game
- Liverpool: The Computer Game
- Livingstone, I Presume?
- Loco
- Lode Runner
- Looney Balloon
- Loopz
- Lords of Chaos
- Lords of Conquest
- Lords of Doom
- The Lost City
- Lotus Esprit Turbo Challenge
- The Lost Crown of Queen Anne
- Lucky Luke
- Lunar Outpost
- The Lurking Horror

## M
- Madballs
- Mad Doctor
- Mad Nurse
- Magic Carpet
- Magicland Dizzy
- Mail Order Monsters
- Mancopter
- Mangrove
- Maniac Mansion
- Manic Miner
- Marble Madness
- Marauder
- Mario Bros
- Mario Bros II
- The Master of Magic
- Masters of the Universe: The Arcade Game
- Masters of the Universe: The Movie
- Masters of the Universe: The Super Adventure
- Master of the Lamps
- Masterchess
- Mastermind
- Match Day
- Match Day II
- Match Point
- Math Blaster!
- Matrix
- Mayhem in Monsterland
- Mazemania
- McDonaldland
- Mean Streets
- Meanstreak
- Mega-Apocalypse
- Mega Hawk
- Megawarz
- Menace
- Mercenary: Escape from Targ
- Mercenary: The Second City
- Mercs
- Merlin
- Metabolis
- Metal Gear
- Metro Blitz
- Metro Cross
- Metropolis
- Miami Vice
- Michael Jackson's Moonwalker
- Micro Cup
- MicroLeague Wrestling
- Micro Mouse Goes De-Bugging
- Micro Olympics
- Microleague Sports - WWF Superstars of Wrestling
- Microprose Soccer
- Midnight Resistance
- Might and Magic Book One: The Secret of the Inner Sanctum
- Might and Magic II: Gates to Another World
- Mike Read's Pop Quiz
- Mikie
- Milk Race
- Mind Control
- Miner 2049er
- MISL Soccer
- Mission Impossible
- Moby Dick
- Moebius: The Orb of Celestial Harmony
- Molecule Man
- Monopole
- Monster Munch
- Monte Carlo Casino
- Montezuma's Revenge
- Monty on the Run
- Moon Buggy
- Moon Patrol
- Morpheus
- Mot
- Moto X
- Motor Mania
- The Movie Monster Game
- Mr. Dig
- Mr. Do's Castle (anche noto come Castello)
- Mr. Freeze
- Mr. Robot and His Robot Factory
- Mr. Wimpy
- Ms. Pac-Man
- M.U.L.E.
- Multi Player Soccer Manager
- Munch Mania
- The Muncher
- Munchy
- Murder
- Murder on the Mississippi
- Murder on the Waterfront
- Murder on the Zinderneuf
- Murray Mouse Supercop
- Mushroom Alley
- Music Construction Set
- Mutant Monty
- Mutants
- Myth: History in the Making

## N
- NATO Commander
- NATO Assault Course
- Nebulus
- Nemesis
- Nemesis: The Warlock
- Neptune's Daughters
- Neutral Zone
- Newcomer
- New York City
- The NewZealand Story
- Nexus
- Neuromancer
- Night Driver
- Night Racer
- Night Rider
- Ninja Spirit
- Nine Princes in Amber
- Ninja
- Ninja Master
- The Ninja Warriors
- Nobby the Aardvark
- Nodes of Yesod
- No Limit
- Nonterraqueous
- North & South
- NorthStar
- Norway 1985
- Nutcraka

## O
- Octapolis
- Off the Hook
- Oil's Well
- Olli & Lissa 3
- Olympic Skier
- Olympic Spectacular
- On Court Tennis
- One Man and his Droid
- One on One
- Oops!
- Operation Hormuz
- Operation Thunderbolt
- Operation Wolf
- Orange Squash
- Orbitron
- Orc Attack
- The Oregon Trail
- Osprey!
- Outlaw
- Out of This World
- Out Run
- Overlander
- Oxxonian

## P
- P.C. Fuzz
- P.O.D.
- Pac & Pal
- Pac-Land
- Pac-Man
- Pac-Mania
- Pacmania
- Pakacuda
- Pang
- Panic 64
- Panic Planet
- Panther
- Paperboy
- Paradroid
- Parallax
- Paratroopers
- Park Patrol
- Parodius
- Passing Shot
- Pastfinder
- Patton vs. Rommell
- Peanut Butter Panic
- Pedro
- Pegasis
- Pegasus Odyssey
- Penetrator
- Pengo
- Percy
- Periscope Up
- Persian Gulf Inferno
- Peter Shilton's Football
- Phantasie
- Phantasie II
- Phantasie III
- Phantom
- Phantoms of the Asteroid
- PHM Pegasus
- Phobia
- Pigs in Space
- Pilot 64
- Pinball Dreams
- Pinball Simulator
- Ping Pong
- Pipe Mania
- Pirates!
- Pitfall!
- Pitfall II: Lost Caverns
- Pit-Fighter
- Pitstop
- Pitstop II
- Pixie Pete
- Planetfall
- Platoon
- Plumb Crazy
- Pogo Joe
- Pole Position
- Poltergeist
- Pool of Radiance
- Pooyan
- Popeye
- Portal
- Poster Paster
- Postman Pat
- Postman Pat II
- Postman Pat III
- Potty Painter in the Jungle
- Potty Pigeon
- Powerdrift
- Predator
- Predator 2
- President Elect '84
- President Elect '88
- The Price is Right
- Prince Clumsy
- Project Firestart
- Project Space Station
- Projekt Prometheus
- Pro Powerboat
- Pro Skateboard Simulator
- Pro Ski Simulator
- Pro Snooker Simulator
- Professional Ski Simulator
- Prowler
- PSI-5 Trading Company
- PSI Warrior
- Psytron
- Pub Games
- Pub Trivia
- Purple Turtles
- Puznic
- Pyjamarama
- The Pyramid

## Q
- Q*bert
- Qix
- Quake Minus One
- Quasimodo
- Quedex
- Quest For Tires
- A Question of Sport
- Questron
- Quintic Warrior
- Quo Vadis

## R
- R-Type
- R1-D1
- Racing Destruction Set
- Radar Rat Race
- Raging Beast
- Rags to Riches
- Raid on Bungeling Bay
- Raid over Moscow
- Railboss
- Rainbow Islands
- Ralph Bosson's High Seas
- Rally Cross Simulator
- Rally Speedway
- Rambo
- Rambo: First Blood Part II
- Rambo III
- Rampage
- Rana Rama
- Rastan Saga
- The Rat
- The Rats
- Raw Recruit
- RDF 1985
- The Real Ghostbusters
- Realm
- Realm of Impossibility
- Rebel
- Rebounder
- Red Arrow
- Redhawk
- Red Heat
- Red Max
- Red Storm Rising
- Renaissance
- Rendezvous with Rama
- Renegade
- Renegade III
- Repton (1983) della Sirius Software
- Repton (1984) della Superior Software
- Rescue on Fractalus!
- Retrograde
- Revenge of the Mutant Camels
- Revs
- Rick Dangerous
- Rick Dangerous 2
- Riddle of the Sphinx
- Riddles and Stones
- Rigel's Revenge
- Ring of Power
- Rings of Medusa
- R.I.S.K.
- River Raid
- River Rescue
- RoadBlasters
- Roadrunner and Wile E. Coyote
- Robin Hood
- Robin Hood: Legend Quest
- RoboCod (conosciuto anche come James Pond 2)
- Robocop
- RoboCop 2
- RoboCop 3
- Robot Rascals
- Robotron: 2084
- Robots of Dawn
- Rock & Wrestle
- Rock n' Bolt
- Rock 'n' Roll
- Rocket Ranger
- Rocket Roger
- Rockstar ate my hamster
- The Rocky Horror Show
- Rodland
- Rogue Trooper
- Roland's Rat Race
- Roll-a-round
- Rolling Ronny
- Rolling Thunder
- Ronald Rubberduck
- Roomlord
- Rubicon
- Ruff and Reddy in the Space Adventure
- Rugby Boss
- Rugby: The World Cup
- Run the Gauntlet
- Rush'n Attack (conosciuto anche come Green Beret)
- Rygar

## S
- Sabotage
- Saboteur
- The Sacred Armour of Antiriad (anche noto come Arma Sacra)
- Saint Dragon
- Salamander
- Samantha Fox Strip Poker
- Sammy Lightfoot
- Samurai Warrior: The Battles of Usagi Yojimbo
- Santa Paravia and Fiumaccio
- Sanxion
- Satan's Hollow
- SAS Combat Simulator
- Saucer Attack
- Save New York
- Scarabaeus
- Scenario: Theatre of War
- Sceptre of Baghdad
- Scooby Doo
- Scramble 64
- Scramble Spirits
- Scumball
- S.D.I. della Cinemaware/Mindscape
- SDI - Strategic Defense Initiative della Activision/SEGA
- Seaside Special
- The Secret Diary of Adrian Mole aged 13 3/4
- The Secret of Bastow Manor
- Secret of the Silver Blades
- The Sentinel
- Sentinel Worlds I: Future Magic
- The Seven Cities of Gold
- Shackled
- Shadow Dancer
- Shadow Fighter
- Shadow of the Beast
- Shadow Warriors
- Shadowfire
- Shadows of Mordor
- Shamus
- Shard of Inovar
- Sherlock
- Shinobi
- Ship of the Line
- Shockway Rider
- Shoot'Em-Up Construction Kit (anche noto come S.E.U.C.K.)
- Short Circuit
- Silent Service
- The Simpsons
- The Simpsons: Bart vs. the Space Mutants
- Silicon Warrior
- Silkworm
- SimCity
- Simulgolf
- Sinbad and the Throne of the Falcon
- Skate Crazy
- Skate or Die!
- Skate Rock
- Ski Run (anche noto come Slalom)
- Skool Daze
- Skramble
- Sky High Stuntman
- Skyfox
- Skyfox II
- Skyjet
- Skyline Attack
- Slamball
- Sláine
- Slap Fight
- Slicks
- Sly Spy
- Slymoids
- Slug
- Slurpy
- Snare
- Snodgits
- Snokie
- Snooker
- Snoopy
- Soccer Boss
- Software Star
- Sokoban
- Soldier of Fortune
- Soldier One
- Solo Flight
- Son of Blagger
- Sooty and Sweep
- Sorcerer
- Space Doubt
- Space Gun
- Space Harrier
- Space Hunter
- Space Invaders
- Space Pilot
- Space Pilot II
- Space Soldier
- Space Taxi
- Space Walk
- Special Agent
- Special Criminal Investigation
- Spectipede
- Speed King
- Speedball
- Speedball 2: Brutal Deluxe
- Spellbound
- Spellbreaker
- Spelunker
- Sphinx Jinx
- Spike's Peak
- Spindizzy
- Spirit of the Stones
- Spitfire Ace
- Spittis Search
- Splat!
- Split Personalities
- Spooks
- Spore
- Sprite Man
- Spy Hunter
- Spy vs. Spy
- Spy vs. Spy II: The Island Caper
- Spy vs. Spy III
- Squish'em (anche noto come Scalata)
- Stack up
- The Staff of Karnath
- Star Base Defence
- Star Commando
- Star Control
- Star Paws
- Star Race
- Star Soldier
- Star Trooper
- Star Wars (1983) della Parker Bros
- Star Wars (1988) della Domark
- Star Wars: Return of the Jedi
- Star Wars: The Empire Strikes Back
- Star Wreck
- Starcross
- StarFlight
- Starion
- Starquake
- Starship Andromeda
- Stationfall
- Stealth
- Steg the Slug
- Stellar 7
- Steve Davis Snooker
- Stifflip & Co.
- Sting 64
- Stix
- Stock Car
- Storm
- Stormlord
- Storm Warrior
- Stormbringer
- Street Beat
- Street Fighter
- Street Fighter II: The World Warrior
- Street Surfer
- Streets Of London
- Strider
- Strike
- Strike Fleet
- Strike Foce Harrier
- Strip Poker
- Strip Poker II
- Stunt Bike
- Stunt Bike Simulator
- Stunt Car Racer
- Stunt Experts
- Sub Hunt
- Subterranea
- Suicide Strike
- Summer Camp
- Summer Games
- Summer Games II
- Sun Star
- Sunburst
- Super Blitz
- Super Bowl
- Super Cars
- Super Cup Football
- Super Cycle
- Super G-Man
- Super Hang-On
- Super Huey II
- Super Off Road
- Super Pac-Man
- Super Pipeline
- Super Punch-Out!!
- Super Robin Hood
- Super Scramble Simulator
- Super Spring
- Super Sprint
- Super Stunt Man
- Superstar Ice Hockey
- Superstar Ping Pong
- Superstar Soccer
- Supremacy
- Suprt Trolley
- Suspect
- Suspended
- S.W.A.T.
- SWIV
- Sword of Fargoal

## T
- Tapper
- Target: Renegade
- Tass Times in Tone Town
- Tau Ceti
- Telengard
- Teenage Mutant Ninja Turtles
- Teenage Mutant Ninja Turtles II: The Arcade Game
- Temple of Apshai
- Test Drive
- Test Drive II
- Terra Quest
- Terramex
- Terry's Big Adventure
- Theatre Europe
- They Stole A Million
- Thing on a Spring
- Thomas the Tank Engine and Friends
- Thrust
- ThunderBlade
- Thundercats
- Ticket to London, to Paris, to Spain, to Washington D.C e to Hollowood
- Tilt
- The Time Machine
- Tiger Road
- Time Tunnel
- Times of Lore
- Tir Na Nog
- Toki
- Topografie Europa
- Total Eclipse
- Toy Bizarre
- Track & Field
- Tracksuit Manager
- Traffic
- Trailblazer
- Transformers
- Transformers: The Battle to Save the Earth
- Trap
- The Trap Door
- TRAZ
- Triango
- Tom & Jerry
- Toobin
- Tooth Invaders
- Transylvania
- Trantor: The Last Stormtrooper
- Trollie Wallie
- Thunderchopper
- Turbo Charger
- Turbo Out Run
- Turrican
- Turrican 2: The Final Fight
- Turrican 3
- Turtle Jump
- Tusker
- TV Sports Basketball
- Twinworld

## U
- Uuno Turhapuro muuttaa maalle
- U.N. Squadron
- Ultima I: The First Age of Darkness
- Ultima II: The Revenge of the Enchantress
- Ultima III: Exodus
- Ultima IV: Quest of the Avatar
- Ultima V: Warriors of Destiny
- Ultima VI: The False Prophet
- Ultimate Wizard
- Uninvited
- Up and Add 'Em
- Up'n Down
- Uridium
- Uridium Plus
- Usagi Yojimbo (vedi Samurai Warrior: The Battles of Usagi Yojimbo)
- USL: Universe, Space and Life

## V
- Valhalla
- Valkyrie 17
- Vampire
- Vampire's Empire
- Vega
- Vendetta
- A View to a Kill
- Vikings (anche noto come Conan)
- The Vindicator
- Vixen
- Vultures

## W
- Walkerz
- Wasteland
- Waterline
- Water Polo
- The Way Of The Exploding Fist
- WEC Le Mans
- Wheeling Wallie
- Weird Dreams
- Where in the World is Carmen Sandiego?
- Where in Time is Carmen Sandiego?
- Who Dares Wins
- Who Dares Wins II
- William Wobbler
- Wimbledon '64
- Windwalker (anche noto come Moebius II)
- Wings Of Fury
- Win, Lose or Draw
- Winter Camp
- Winter Games
- Wishbringer
- Witch Switch
- Witness
- Wizard (anche noto come Merlin)
- Wizard of Wor (anche noto come Thriller)
- Wizard Warz
- Wizball
- Wonder Boy
- Wonder Boy in Monster Land
- Word Wizard
- World Class Leaderboard
- World Cup 90: Arcade Soccer
- World Cup Carnival: Mexico '86
- World Cup Cricket
- World Cup Football
- World Cup Soccer
- World Cup Soccer: Italia '90
- World Games
- Wrath of the Demon

## Y
- Yie Ar Kung-Fu
- Yie Ar Kung-Fu 2
- Yogi's Great Escape
- The Young Ones

## Z
- Zak McKracken and the Alien Mindbenders
- Zaxxon
- Zenji
- Zeppelin Rescue
- The Zinj Complex
- Zodiac
- Zoids
- Zoids - The Battle Begins
- Zone Ranger
- Zork I: The Great Underground Empire
- Zork II: The Wizard of Frobozz
- Zork III: The Dungeon Master
- Zorro
- Zybex
- Zynaps
- Zyto